# Mont-de-Galié
Mont-de-Galié är en kommun i departementet Haute-Garonne i regionen Occitanien i södra Frankrike. Kommunen ligger i kantonen Barbazan som tillhör arrondissementet Saint-Gaudens. År 2022 hade Mont-de-Galié 26 invånare.

## Befolkningsutveckling
Antalet invånare i kommunen Mont-de-Galié
Referens:INSEE